# Kost (Familienname)
Kost ist ein Familienname.

## Varianten
Cost, Costa, Chost, Chosti, Koost, Kosto, Koster

## Herkunft und Bedeutung
Römisch Konstantin. Die christliche Verwurzelung der Namensträger soll durch die Annahme des Namens des römischen Kaisers Konstantin, der das Christentum einführte, ausgedrückt und verstärkt werden. „Constans“ (lateinisch für beständig).
Mit dem Eintrag in die Geburts-, Ehe- und Sterberegister ab 1876 ist die Schreibweise „Kost“ in der Schweiz unverändert geblieben.

## Vorkommen
In Böhmen im Zusammenhang mit der Burg Kost
Der Name ist vor allem in der Zentralschweiz im Kanton Luzern verwurzelt und nach wie vor verbreitet.
Er taucht dort nachgewiesenermaßen erstmals etwa im Jahr 1470 in der Gemeinde Buchrain LU und 1540 in der Gemeinde Triengen (Kanton Luzern, Schweiz) auf.

## Stammbäume
- https://kost.li/kost.php – DE, EN – Die Seite baut mit Erlaubnis der Autorin auf dem vergriffenen Buch „Herkunft, Geschichte und Chronik des Geschlechtes Kost“ von Frau Anna Ineichen-Kost, Littau (LU), Schweiz auf.

## Namensträger
- Albert Kost (1897–1947), deutscher Politiker (NSDAP)
- Andreas Kost (* 1962), deutscher Politikwissenschaftler
- Annika Kost (* 1991), deutsche Fußballschiedsrichterin
- Antoni Kost (* 1934), deutsch-polnischer Politiker und Sejm-Abgeordneter
- Benedikt Kost (* 1964), Schweizer Botaniker
- Bernd Kost (* 1963), deutscher Gitarrist
- Clemens Kost (1903–1973), deutscher Politiker (Zentrum, CDU)
- Heinrich Kost (1890–1978), deutscher Bergingenieur und Bergbau-Manager
- Johann Friedrich Kost, deutscher Amtmann im Amt Sittichenbach
- Julius Kost (1807–1888), deutscher Maler der Düsseldorfer Schule
- Katharina Kost-Tolmein (* 1973), deutsche Dramaturgin
- Nina Kost (* 1995), deutsche Schwimmerin
- Otto-Hubert Kost (1929–2015), deutscher Theologe
- Rudi Kost (* 1949), deutscher Journalist, Herausgeber, Verleger, Autor von Kriminalromanen und Kritiker
- Mike-André Kost (* 1977), deutscher Torwarttrainer